# Іслам у Великій Британії
Іслам в Великій Британії  — друга за величиною релігія після християнства.  
Офіційні дані ONS за 2018/19 роки, опубліковані в грудні, показують, що в Англії проживає 3194 791 мусульман. Близько 77% мусульман - суніти, 5% - шиїти, 1% - Ахмадія та 4% - члени інших конфесій.

## Демографія
Мусульмани Великої Британії мають такий національний склад: пенджабці, бангладешці, турки, араби та сомалі.

### Пенджабці
Найбільша група мусульман у Сполученому Королівстві має пакистанське походження. Пакистанці з району Мірпур були однією з перших мусульманських громад, які постійно оселились у Великій Британії, прибувши до Бірмінгема та Бредфорда наприкінці 1940-х. Імміграція з Мірпура зростала з кінця 1950-х років, супроводжуючись імміграцією з інших частин Пакистану, особливо з Пенджабу.

### Бангладешці
Населення бангладешського походження є другою за чисельністю мусульманською громадою (після пакистанців), 15% мусульман в Англії та Уельсі мають бангладешське походження. Майже половина цієї громади проживає в районі Тауер-Гемлетс.

### Турки
Турки у Великій Британії також мають свою громаду. Громада налічує близько 66 500 турків, дві третини з яких становлять турки з Кіпру.
Перші мігранти з Туреччини почали масово прибувати в 1970-х роках, а потім члени їх сімей наприкінці 1970-х та 1980-х. 
У турків є власні мечеті. Серед них мечеть Сулейманіє у Лондоні.

### Араби
Британські араби - це нащадки мігрантів з річних арабських країн, зокрема Сирія, Ірак, Ліван, Палестина. Більшість арабів - суніти, меншість шиїти

### Сомалійці
Більшість сомалійці проживають у Лондоні.
Першими сомалійцями в Великій Британії були купці, які прибули в XIX столітті. Друга невелика група моряків прибула під час Другої світової війни з Королівським флотом і залишилася в пошуках роботи. Протягом 1980-х та 1990-х років громадянська війна в Сомалі призвела до великої кількості сомалійських іммігрантів, що складали більшість сучасного населення Сомалі у Великій Британії.
Наприкінці 1980-х більшість із цих мігрантів отримали статус біженця, тоді як ті, хто прибув пізніше в 1990-х роках, отримували тимчасовий статус.

## Течії ісламу
Опитування, проведене фондом Bertelsmann Stiftung у серпні 2017 року, показало, що серед британських мусульман 75% були сунітами, а 8% – шиїтами. Опитування Інституту дослідження єврейської політики (JPR) у вересні 2017 року показало, що серед британських мусульман 77% були сунітами, 5% були шиїтами, 1% були ахмадіями та 4% були представниками інших конфесій. 14% британських мусульман сказали, що не знають або відмовилися відповідати на опитування.

### Сунізм
У 2015 році The Economist заявив, що у Великій Британії проживало 2,3 мільйона сунітів.
Більшість керівників мечетей мають пакистанське та бангладешське походження, багато гуджаратських і менша кількість арабських, турецьких, сомалійських організацій.

### Шиїти
У 2015 році The Economist заявив, що у Великій Британії проживало 400 000 шиїтів.
По всій країні найбільше шиїтів проживає в Манчестері, Бірмінгемі та Лондоні.

### Ахмадія
Мусульманська громада Ахмадія (AMC) утворилася у Великій Британії в 1912 році і, таким чином, є мусульманською громадою з найстарішим існуванням у Великій Британії. Станом на 2017 рік у Великій Британії проживало близько 30 000 ахмадіїв у 150 місцевих відділеннях.

## Галерея

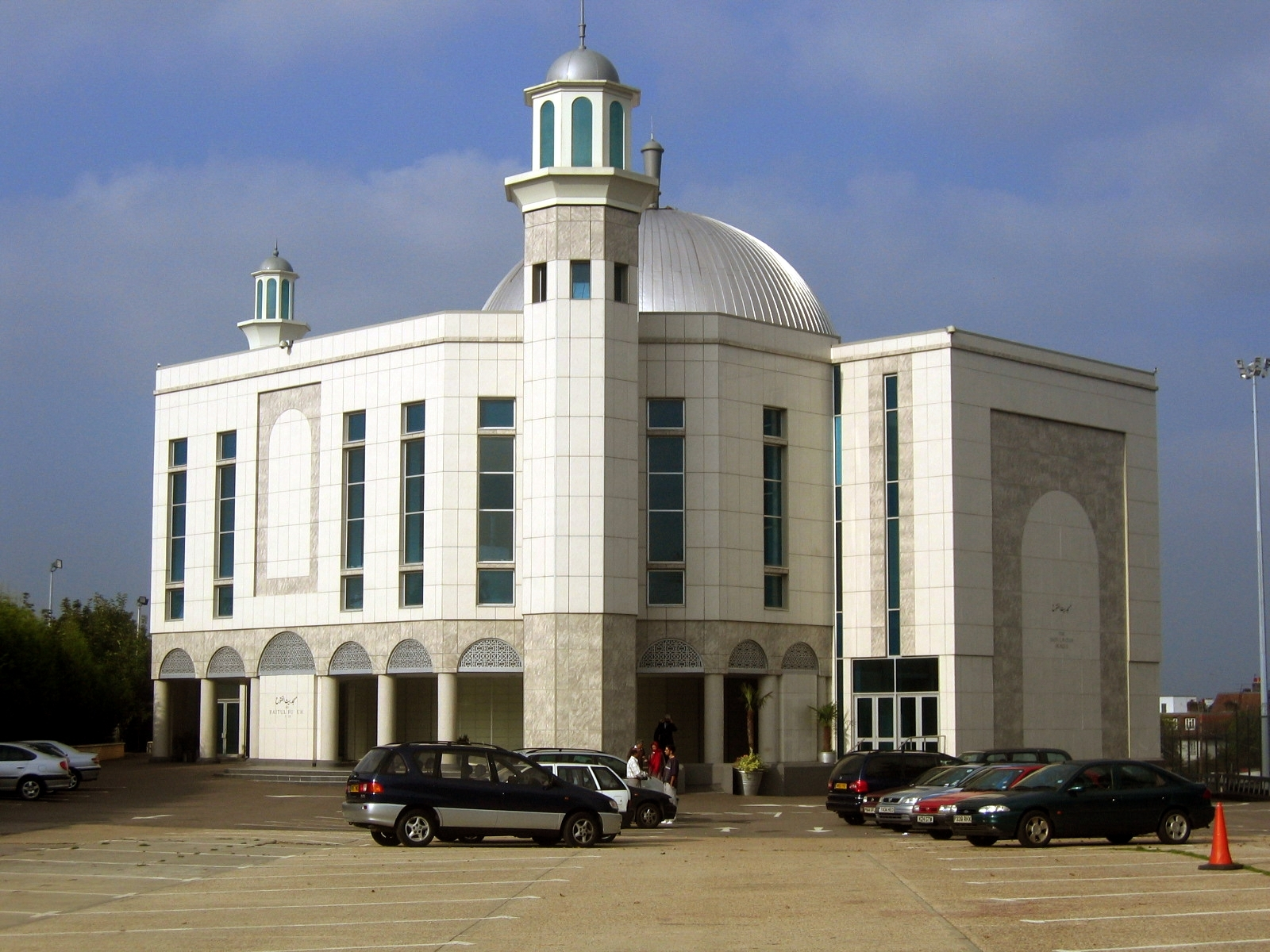
Байтуль-Футух, Лондон
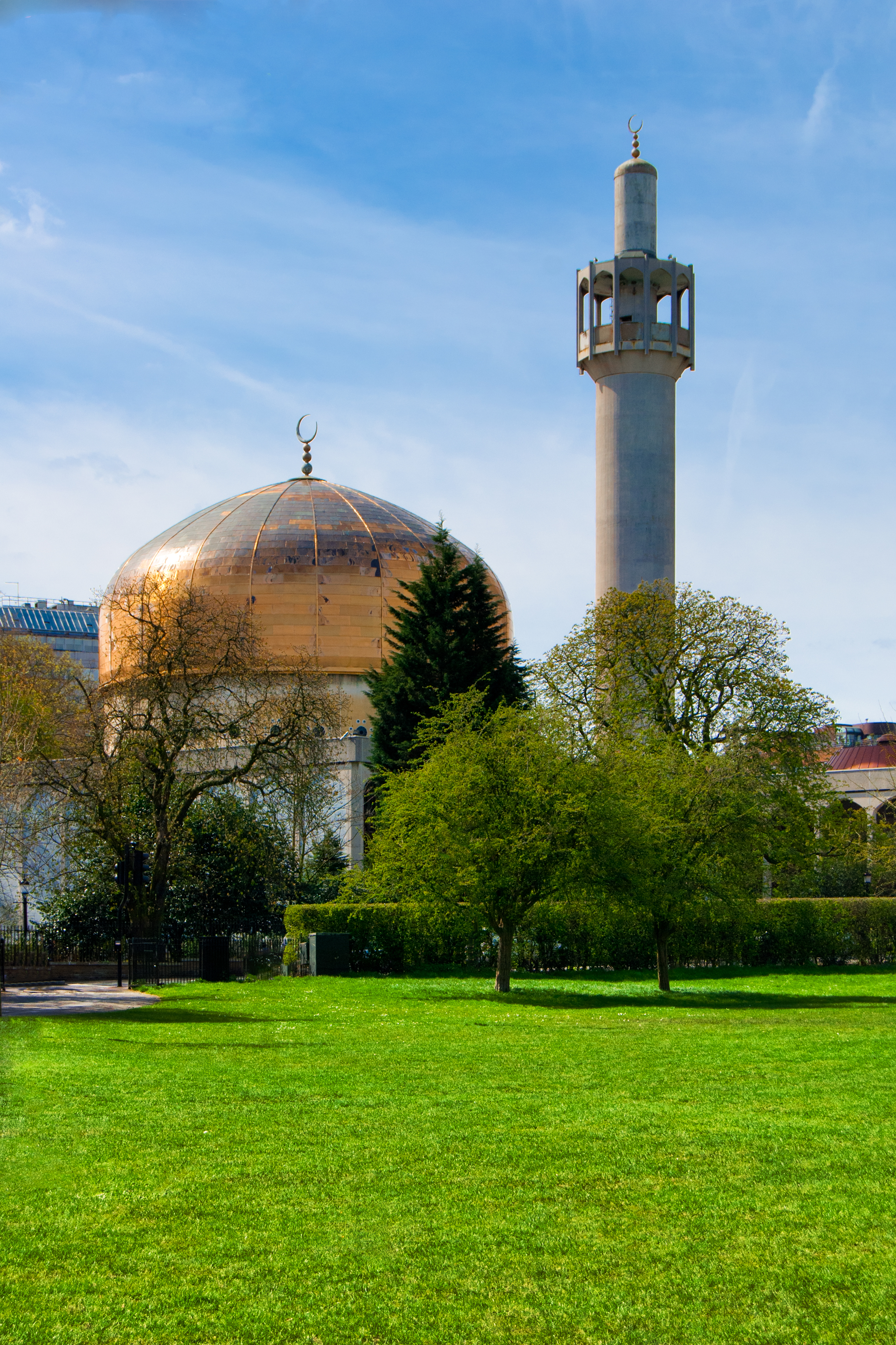
Центральна мечеть Лондона
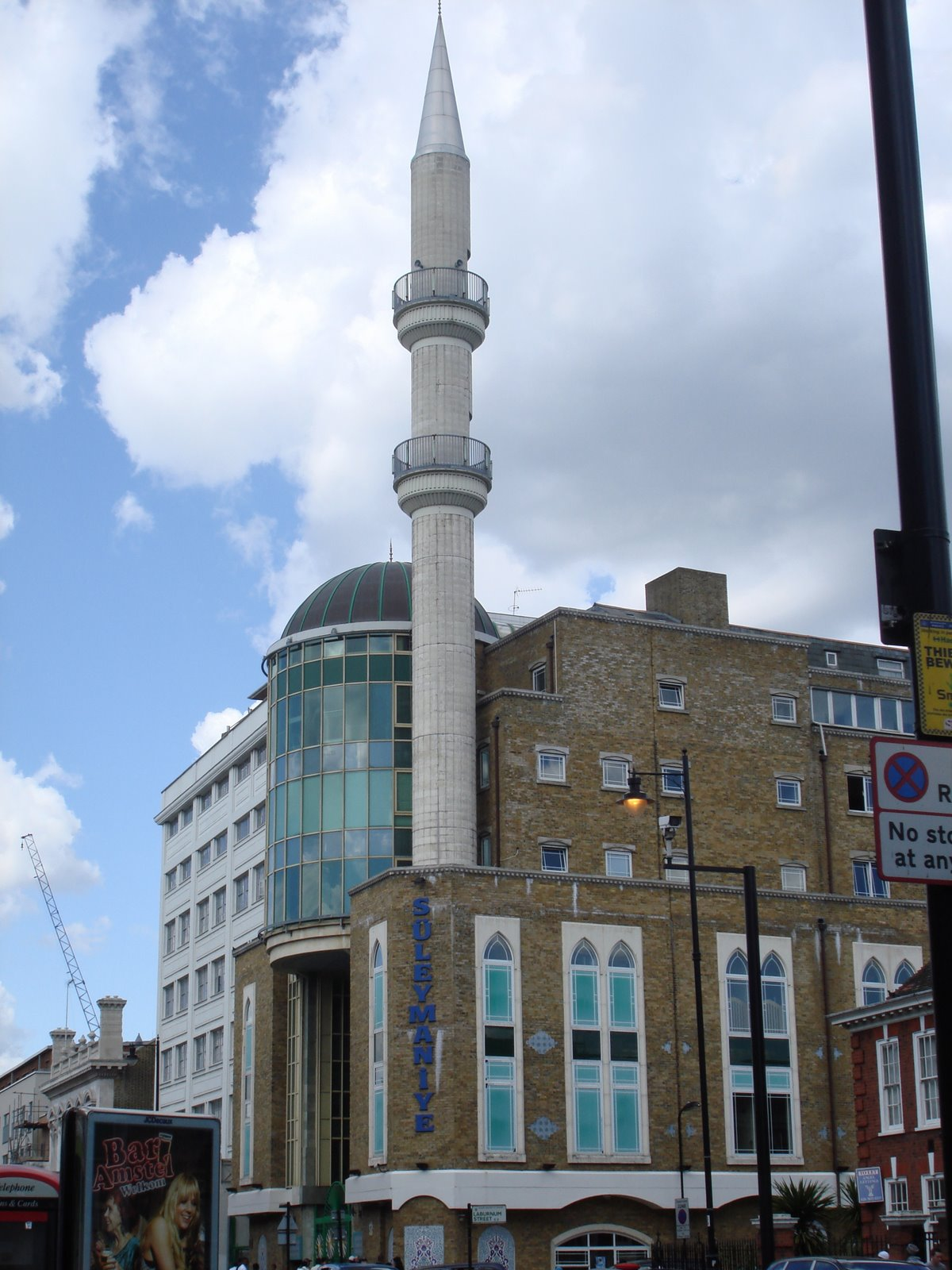
Мечеть Сулейманіє